# Archibald Geikie
Sir Archibald Geikie, född 28 december 1835 i Edinburgh, död 10 november 1924, var en skotsk geolog. Han var bror till James Geikie.
Geikie blev 1867 chef för Skottlands geologiska undersökning samt 1870 professor i mineralogi och geologi vid universitetet i Edinburgh. Åren 1882–1901 var han generaldirektör för Storbritanniens och Irlands geologiska undersökningar samt till chef vid Museet för praktisk geologi i London. År 1891 upphöjdes han i adligt stånd. 
Geikie blev korresponderande ledamot av Geologiska Föreningen i Stockholm 1889, ledamot av Vetenskapsakademien (1896) och kreerades till hedersdoktor vid Uppsala universitet 1907. Han var 1908–1913 president för Royal Society. Han tilldelades Murchisonmedaljen 1881, Wollastonmedaljen 1895 och Royal Medal 1896.
Resultaten av sin forskning publicerade han dels i engelska tidskrifter, dels i Memoirs of the Geological Survey. Dessutom författade han flera såväl rent vetenskapliga som populära geologiska skrifter.